# Feniks (1628)
Feniks (укр. "Фенікс") — флейт XVII ст., що певний час ходив під прапором Речі Посполитої.

## Історія
Нідерландський торговий флейт в час польсько-шведської війни у грудні 1627 захоплений флейтом «Жовтий лев» і 13 грудня приведений до Віслоустя. Був конфіскований через перевезення товарів для шведів, озброєний і залучений до військового флоту як «Feniks».
У складі ескадри з «Meerweib», «Gelber Löwe» i «Schwarzer Rabe» був висланий 15 квітня 1628 на розвідку, де 19 квітня разом з «Schwarzer Rabe» затримав англійський корабель з товарами для Швеції.
На 2 травня капітаном був Ганс Мелкенс (нім. Hans Meylckens).
6 липня 1628 шведське військо з артилерією атакувало флот в гирлі Вісли біля замку Віслоустя (нім. Weichselmünde). При відступі вгору по річці «Feniks» сів на мілину і був пошкоджений вогнем ворожої артилерії. Завдяки захисту кораблів «Meerman» i «Tigern» йому вдалось відійти.
В ході 30-річної війни у січні 1629 король Сигізмунд III Ваза віддав кораблі свого флоту Католицькій Лізі. «Feniks» через шторм прибув лише 14 лютого до Вісмару. Кораблі були блоковані дансько-шведським флотом. 22 січня 1632 Вісмар капітулював, і кораблі захопили шведи. «Feniks» ввели до шведського флоту, його дальша доля невідома.